# Един добър развод
Един добър развод (на испански: Un buen divorcio) е мексикански комедийно-драматичен уеб сериал, създаден от Били Ровсар, режисиран от Алфонсо Пинеда Уйоа и продуциран от Лемон Студиос за ТелевисаУнивисион през 2024 г.
В главните роли са Клаудия Алварес, Густаво Егелхаф и Есмералда Пиментел.

## Сюжет
Бракоразводните адвокати Моника и Давид виждат края на брака си, когато той подава молба за развод. След редица премеждия двамата решават да отидат при терапевтката за семейни двойки Джесика. Моника обаче не знае, че това е жената, с която предишната вечер Давид е имал афера. Терапията ги кара да живеят в лъжа – те трябва да се преструват, че са влюбени, за да запазят адвокатската си кантора и клиентите си. Междувременно те трябва да наглеждат близнаците си, които непрекъснато се забъркват в неприятности.

## Актьори
- Клаудия Алварес – Моника Рионда
- Густаво Егелхаф – Давид Ортис
- Есмералда Пиментел – Джесика Рамос
- Рафаел Санчес-Наваро – Рохелио Рионда
- Анабел Ферейра – Росита Андасола де Рионда
- Адриан Васкес – Емилиано
- Едмундо Веларде – Гаел Ортис
- Ерик Веларде – Диего Ортис
- Валерия Сантаея – Габи
- Арат Акино – Травис
- Гонсало Гарсия Виванко – Карлос Аямонте
- Артус Чавес – Рикардо
- Кармен Беато – Синтия
- Херонимо Бест – Хорхе
- Марипас Апарисио – Маргарита
- Даниел Адад – Самуел
- Урсула Прунеда – Клара
- Саманта Коронел – Памела
- Даниел Чавес Камачо – Бруно
- Диего Хауреги – Съдия Енрикес
- Алехандро Прието – Бени
- Ари Пласера – Сион
- Луис Ариета – Фернандо
- Адриана Монтес де Ока – Бренда
- Серхио Караско Кардона – Пико
- Алисия Кампс – Сандра
- Кристиан Магалони – Хуан Пабло
- Тамара Ваярта – Наталия
- Сантино Аревало – Исмаел
- Фабрисио Меркадо – Пиер
- Пилар Мата – Тереса
- Лусиана Гонсалес – Инес
- Виктория Гереро – Ромина
- Ракел Бустос – Амелия
- Алма Роса Аньорве – Клои

## Премиера
Премиерата на сериала е по стрийминг платформата на „ТелевисаУнивисион“ Vix на 1 март 2024 г.

## Продукция
Сериалът е обявен през ноември 2022 г. През март 2023 г. е съобщено, че производството е започнало. На 30 март 2023 г. е обявено, че Клаудия Алварес, Густаво Егелхаф и Есмералда Пиментел са избрани за главните роли.

## В България
Премиерата на сериала в България е на 4 май 2025 г. по bTV Story, като последният епизод е излъчен на 18 май 2025 г. Ролите се озвучават от актьорите Татяна Захова, Яна Огнянова, Иван Велчев, Светломир Радев, Георги Георгиев – Гого. Преводач е София Стоянова, тонрежисьор е Александър Тодоров, режисьор на дублажа е Илияна Накова. Обработката е на студио „Медиа Линк“.